# Temporada 1949-50 de los Indianapolis Olympians
La Temporada 1949-50 fue la primera de los Indianapolis Olympians en la NBA. La temporada regular acabó con 39 victorias y 25 derrotas, ocupando el primer puesto de la División Oeste, clasificándose para los playoffs, en los que perdieron en las finales de división ante los Anderson Packers.

## Elecciones en elDraft
| Ronda | Puesto | Jugador       | Posición   | Nacionalidad   | Universidad      |
| ----- | ------ | ------------- | ---------- | -------------- | ---------------- |
| 1     | 2      | Alex Groza    | Pívot      | Estados Unidos | Kentucky         |
| 2     | 16     | Leo Barnhorst | Alero/Base | Estados Unidos | Notre Dame       |
| 3     | 26     | Mac Otten     | Ala-Pívot  | Estados Unidos | Bowling Green    |
| 4     | 38     | Bob Evans     | Base       | Estados Unidos | Butler           |
| 6     | 61     | Don Boven     | Alero/Base | Estados Unidos | Western Michigan |

## Temporada regular
| División Oeste           | División Oeste | División Oeste | División Oeste | División Oeste | División Oeste | División Oeste | División Oeste | División Oeste |
| Equipo                   | G              | P              | %              | PD             | Casa           | Fuera          | Neutral        | Div            |
| ------------------------ | -------------- | -------------- | -------------- | -------------- | -------------- | -------------- | -------------- | -------------- |
| x-Indianapolis Olympians | 39             | 25             | .609           | -              | 24-7           | 12-16          | 3-2            | 8-11           |
| x-Anderson Packers       | 37             | 27             | .578           | 2              | 22-9           | 12-18          | 3-0            | 7-10           |
| x-Tri-Cities Blackhawks  | 29             | 35             | .453           | 10             | 20-13          | 6-20           | 3-2            | 8-9            |
| x-Sheboygan Redskins     | 22             | 40             | .355           | 17             | 17-14          | 5–22           | 0-4            | 5-12           |
| Waterloo Hawks           | 19             | 43             | .306           | 20             | 16-15          | 2–22           | 1-6            | 4-13           |
| Denver Nuggets           | 11             | 51             | .177           | 28             | 9-16           | 1–25           | 1-10           | 3-14           |

## Playoffs

### Semifinales de División
Indianapolis Olympians - Sheboygan Red Skins
| Fecha       | Partido                                           | Ciudad       |
| ----------- | ------------------------------------------------- | ------------ |
| 21 de marzo | Indianapolis Olympians 86, Sheboygan Red Skins 85 | Indianapolis |
| 23 de marzo | Sheboygan Red Skins 95, Indianapolis Olympians 85 | Sheboygan    |
| 25 de marzo | Indianapolis Olympians 91, Sheboygan Red Skins 84 | Indianapolis |
|             | Indianapolis gana las series 2-1                  |              |

### Finales de División
Indianapolis Olympians - Anderson Packers
| Fecha       | Partido                                        | Ciudad       |
| ----------- | ---------------------------------------------- | ------------ |
| 28 de marzo | Indianapolis Olympians 77, Anderson Packers 74 | Indianapolis |
| 30 de marzo | Anderson Packers 84, Indianapolis Olympians 67 | Anderson     |
| 1 de abril  | Indianapolis Olympians 67, Anderson Packers 65 | Indianapolis |
|             | Anderson gana las series 2-1                   |              |

## Estadísticas
| Rk | Jugador          | Edad | P  | PT | MP | TC  | TCI  | %TC  | 3P | 3PI | %3P | TL  | TLI | %TL   | RO | RD | RT | AS  | RB | TAP | BP | FP  | PTS  |
| 1  | Alex Groza       | 23   | 64 |    |    | 8.1 | 17.0 | .478 |    |     |     | 7.1 | 9.7 | .729  |    |    |    | 2.5 |    |     |    | 3.5 | 23.4 |
| 2  | Ralph Beard      | 22   | 60 |    |    | 5.7 | 15.6 | .363 |    |     |     | 3.6 | 4.7 | .762  |    |    |    | 3.9 |    |     |    | 2.2 | 14.9 |
| 3  | Wah Wah Jones    | 23   | 60 |    |    | 4.4 | 11.8 | .374 |    |     |     | 3.7 | 5.0 | .751  |    |    |    | 3.2 |    |     |    | 4.0 | 12.5 |
| 4  | Bruce Hale       | 31   | 64 |    |    | 3.4 | 9.6  | .353 |    |     |     | 3.5 | 4.5 | .782  |    |    |    | 3.5 |    |     |    | 2.2 | 10.3 |
| 5  | Paul Walther     | 22   | 31 |    |    | 2.6 | 6.8  | .390 |    |     |     | 1.7 | 2.8 | .591  |    |    |    | 1.5 |    |     |    | 2.7 | 7.0  |
| 6  | Joe Holland      | 24   | 64 |    |    | 2.3 | 7.1  | .320 |    |     |     | 1.5 | 2.2 | .690  |    |    |    | 2.0 |    |     |    | 3.4 | 6.1  |
| 7  | Cliff Barker     | 29   | 49 |    |    | 2.1 | 5.6  | .372 |    |     |     | 1.5 | 2.2 | .708  |    |    |    | 2.2 |    |     |    | 2.0 | 5.7  |
| 8  | Mal McMullen     | 22   | 58 |    |    | 2.1 | 6.6  | .324 |    |     |     | 1.3 | 2.4 | .546  |    |    |    | 1.5 |    |     |    | 3.7 | 5.6  |
| 9  | Marshall Hawkins | 25   | 39 |    |    | 1.4 | 5.0  | .282 |    |     |     | 1.1 | 1.6 | .689  |    |    |    | 1.3 |    |     |    | 2.2 | 3.9  |
| 10 | Carl Shaeffer    | 25   | 43 |    |    | 1.4 | 3.7  | .369 |    |     |     | 0.7 | 1.3 | .561  |    |    |    | 0.9 |    |     |    | 2.4 | 3.5  |
| 11 | Bob Evans        | 24   | 47 |    |    | 1.2 | 4.3  | .280 |    |     |     | 0.6 | 0.9 | .682  |    |    |    | 1.2 |    |     |    | 2.1 | 3.0  |
| 12 | Floyd Volker     | 28   | 17 |    |    | 1.0 | 3.1  | .321 |    |     |     | 0.4 | 1.1 | .389  |    |    |    | 0.4 |    |     |    | 1.9 | 2.4  |
| 13 | Jack Parkinson   | 25   | 4  |    |    | 0.3 | 3.0  | .083 |    |     |     | 0.3 | 0.3 | 1.000 |    |    |    | 0.5 |    |     |    | 0.8 | 0.8  |

## Galardones y récords
| Jugador     | Galardón                    |
| Alex Groza  | Mejor quinteto de la NBA    |
| Ralph Beard | 2º Mejor quinteto de la NBA |